# آمائوری
آمائوری کاروالهو د الیویرا معروف به آمائوری (به پرتغالی: Amauri Carvalho de Oliveira) (متولد ۳۰ ژوئن ۱۹۸۰ در برزیل) بازیکن فوتبال در پست مهاجم اهل ایتالیا و بازیکن تیم یوونتوس در سری آ ایتالیا است.او مهارت ویژه ای در بثمر رساندن گل های  آکروباتیک داشت. آمائوری در حال حاضر از فوتبال بازنشسته شده است

## باشگاهی
آمائوری سابقهٔ بازی در چندین تیم سری آ ایتالیا را دارد. وی در سال ۲۰۰۸ به تیم یوونتوس پیوست.